# Proteste a Los Angeles nel 2025
Le proteste di Los Angeles del giugno 2025 (o proteste anti-ICE) sono una serie di manifestazioni contro le operazioni di polizia anti-migranti a Los Angeles, in California, culminate in isolati disordini.
A Los Angeles ebbe più impatto mediatico rispetto alle proteste in altre città statunitense.
Gli scontri si sono accompagnati a una crisi politica tra il Presidente degli USA (Partito Repubblicano) e due della California: il governatore e la sindachessa, entrambi del Partito Democratico.

## Antefatti
I fatti risalgono dall'inizio della seconda presidenza di Donald Trump per la pubblicazione degli ordini esecutivi che riguardava l'espulsione in massa degli immigrati dagli Stati Uniti d'America.

### Il movimento 50501

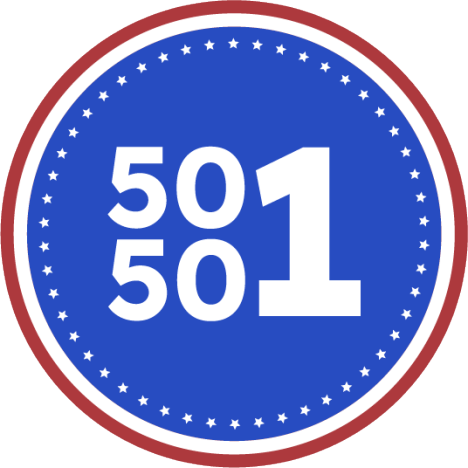
Il logo delle proteste nato nella rete internet del Reddit

Il movimento 50501, nasce tramite il Reddit, che coinvolge in 50 proteste in 50 Stati ed è un solo movimento.
L'obbiettivo del movimento 50501 è contro l'amministrazione Trump per le sue politiche.

## Storia

### Operazione Aurora
L'operazione Aurora è un piano del presidente degli Stati Uniti Donald Trump che prevede l'uso della polizia e dell'esercito per espellere milioni di immigrati illegali dagli Stati Uniti. Il piano era stato ventilato prima che Trump vincesse le elezioni presidenziali statunitensi del 2024.
Prende il nome da un crimine denunciato dalla banda venezuelana Tren de Aragua ad Aurora, in Colorado. L'evento di Aurora ha fatto sì che il presidente Trump facesse della deportazione di molti immigrati illegali una parte importante della sua presidenza.
L'operazione iniziò alle 9:15 circa presso la Fashion District per una delle retate anti-migranti dell'ICE. Altri raid presso la multinazionale The Home Depot con circa oltre 100 arresti. Di conseguenza un gruppo di manifestanti si radunò nell'ingresso del Metropolitan Detention Center con atti di vandali ed attacchi verso gli agenti anti-sommossa che comportò alla degenerazione con l'arrivo della National Guard of the United States.
L'11 giugno 2025, una squadra di agenti dell'ICE tenta di fare irruzione nella chiesa di Madre del Perpetuo Soccorso, a Downey, in cui sono rifiugiati dei migranti da espellere.

### Disordini di Paramount
La protesta parte da Paramount, zona dei quartieri dei messicano-statunitensi. Di conseguenza, vengono coinvolte in altre città della California: San Diego, Compton ed altre città in cui sono presenti delle comunità di migranti di origine latinoamericana.
Il Presidente Trump, in data 8 giugno 2025, ordina l'invio della Guardia Nazionale degli Stati Uniti a Los Angeles per la repressione dei manifestanti e delle proteste nello stato californiano, con il Titolo 10 dell'United States Code.
Il governatore della California, Gavin Newsom, e la sindaca di Los Angeles, Karen Bass, si sono dichiarati contrari all'iniziativa della politica trumpiana.

#### Assalto al tribunale
Preso l'edificio del tribunale californiano "Edward R. Roybal Federal Building and United States Courthouse" viene assaltato dai manifestanti per liberare gli arrestati migranti irregolari.

### Altri disordini
A New York viene prelevato dagli agenti dell'ICE all'interno del tribunale newyorkese di uno studente universitario che dopo dell'arresto scoppia la rivolta nella città.
Altre città hanno manifestato contro l'ICE di Los Angeles a San Francisco, Portland, Salt Lake City ed Hartford.
Il 10 giugno 2025 a New York è attivato la New York National Guard per proteggere il trasporto dei migranti della polizia federale ICE.
A Chicago, in Illinois, i manifestanti protestano contro la polizia per la deportazione dei migranti tra spintoni e violenza poliziesca.
I manifestanti protestano in tutti le corti tribunali dei 50 Stati in tutte le contee che sono chiusi data la legge federale che la deportazione dei migranti che non prevedono delle udienze.
Di conseguenza, i cittadini dei 12 paesi che l'amministrazione Trump ha di fatto il divieto di entrare nel paese, come nel 2016 del muslim ban. Ciò ha spinto in numerse città degli Stati Uniti a protestare contro l'amministrazione presidenziale.

### Resistenza pacifica losangelina

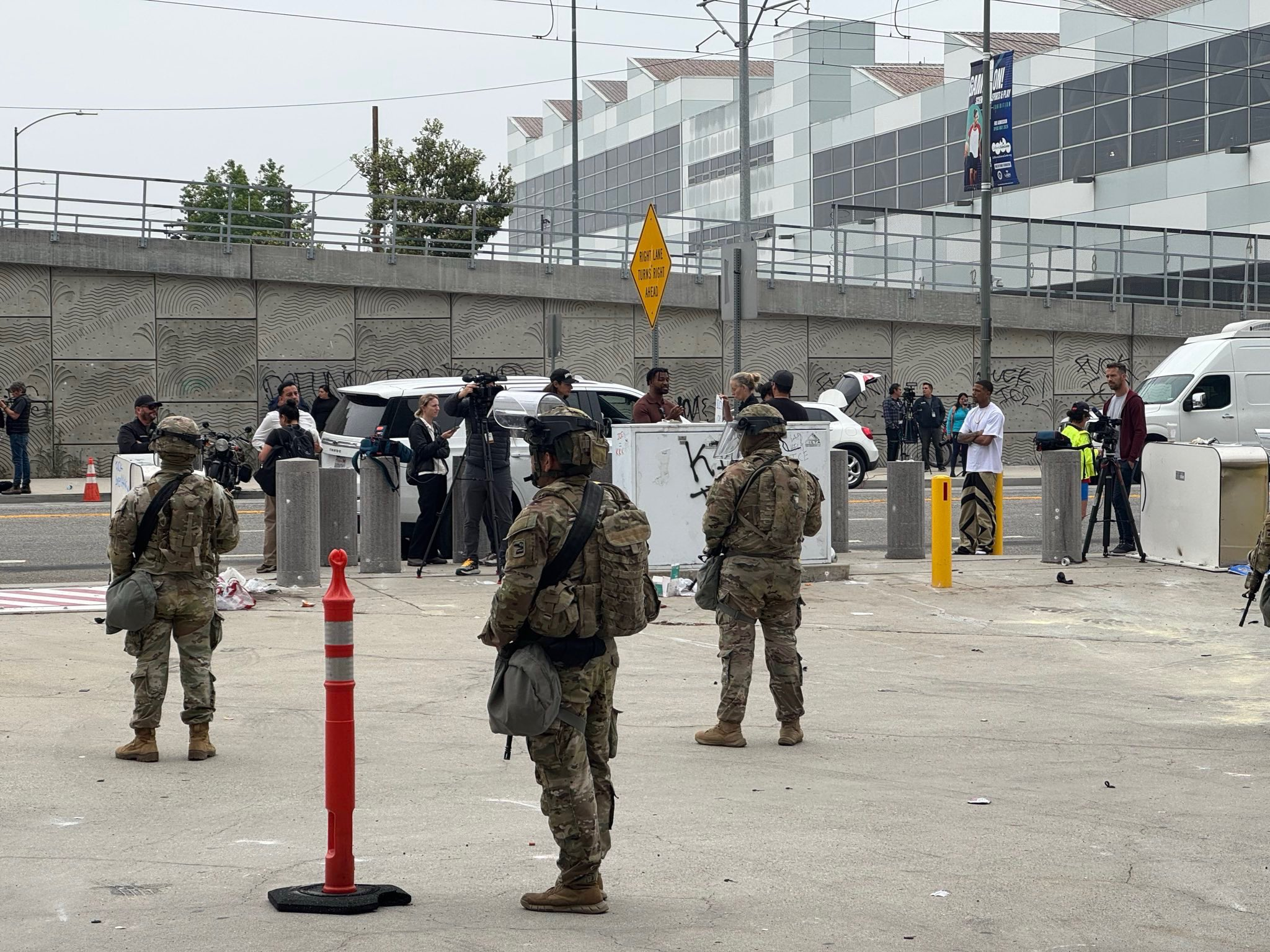
Militari della Guardia Nazionale della California che presidiano il palazzo dell'ICE a Los Angeles (Metropolitan Detention Center) - 8 giugno 2025

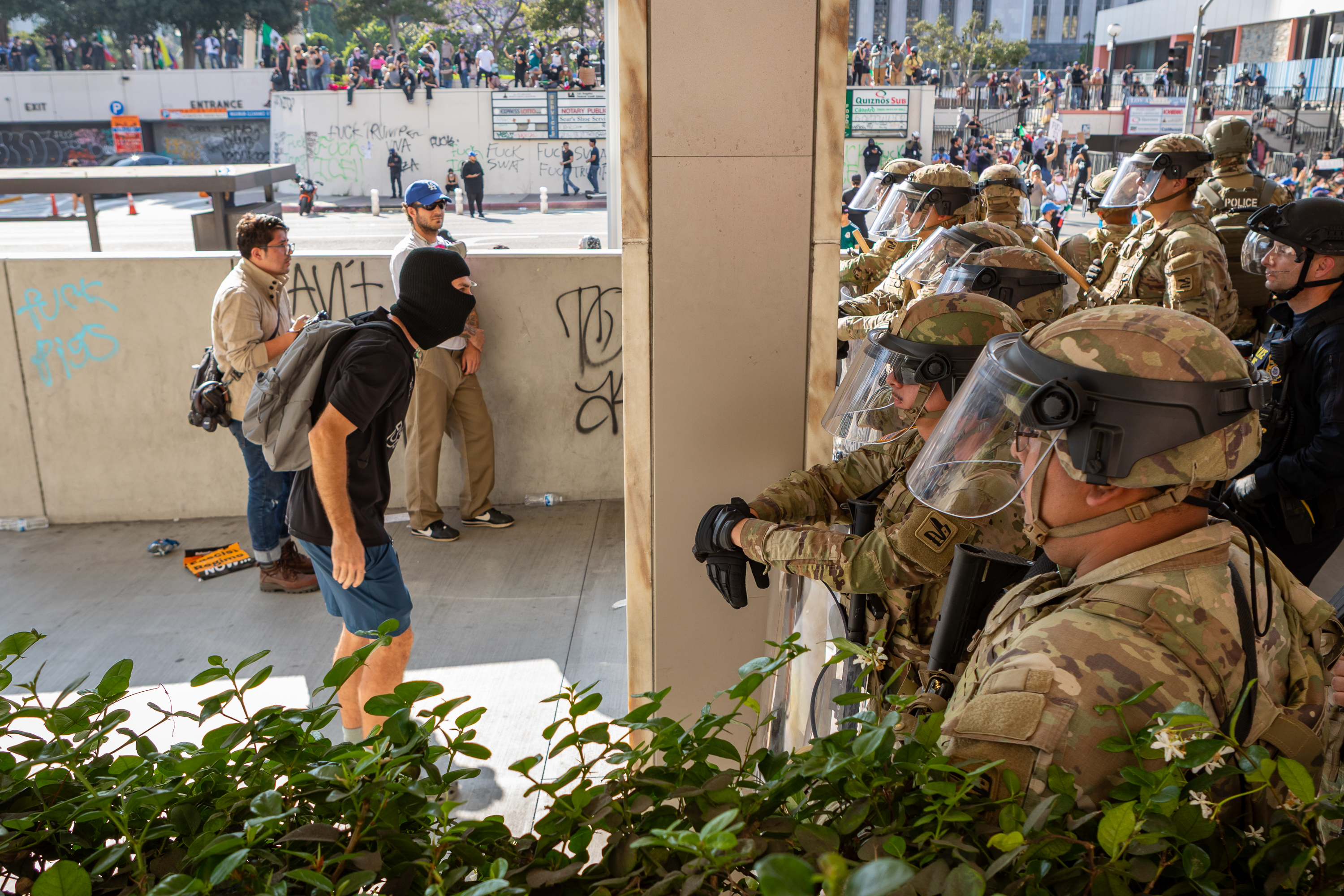
Il confronto tra manifestanti e paramilitari della CNG - 10 giugno 2025

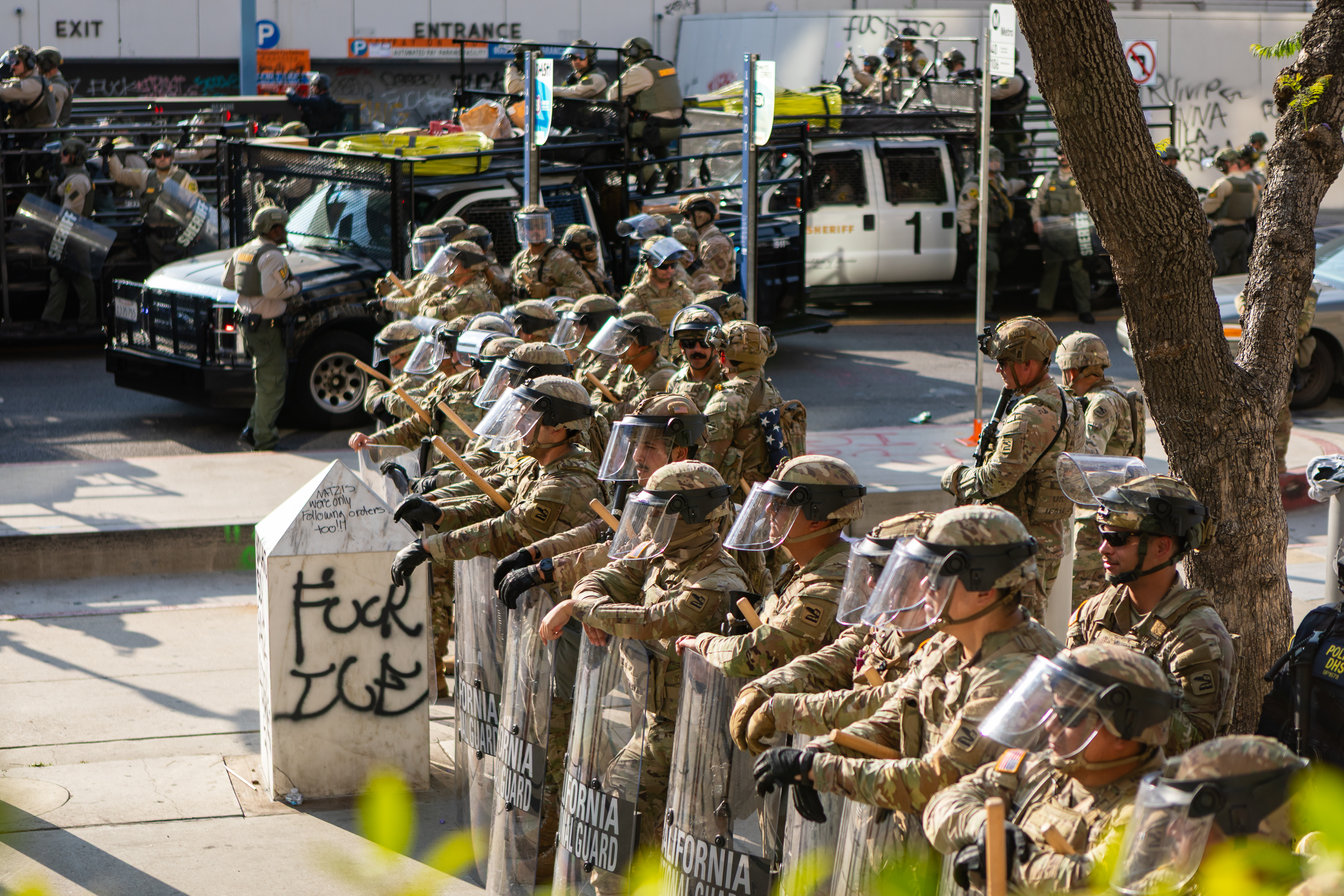
La Guardia Nazionale della California è schierata in una delle zone di Los Angeles - 12 giugno 2025

Il 12 giugno 2025, il senatore Alex Padilla viene arrestato durante la conferenza stampa della segretaria della sicurezza interna Kristi Noem.
Il Presidente Trump applica la legge federale Insurrection Act.
Il sindaco di Newark venne arrestato dagli agenti dell'ICE a maggio 2025.
Il New York City Comptroller venne arrestato in tribunale che accompagnava un migrante.

## Reazioni

### Interne
- California Per il governatore della California Gavin Newsom "il governo federale sta mobilitando la Guardia nazionale della California e sta schierando 2'000 soldati a Los Angeles - non perché ci sia una carenza nell'applicazione della legge, ma perché vogliono uno spettacolo. Non dateglielo. Non usate mai la violenza. Parlate pacificamente".[31]
- Stati Uniti Per il Presidente degli Stati Uniti d'America Donald Trump, il governatore californiano e la sindachessa losangelina sono accusati di "inettitudine".[32][33]

### Esterne
- Messico il console generale messicano esprime delle preoccupazioni e conferma l'arresto di circa 11 cittadini messicani negli USA.[34] La presidentessa del Messico Claudia Sheinbaum comunica l'arresto dei circa 35 messicani che "non sono criminali".[35]
- Australia L'ambasciatore dell'Australia ha chiesto dei chiarimenti al governo federale statunitense dopo il video della giornalista australiana del 9Nine essere sparata da un agente del LAPD in mezzo alla confusione[senza fonte].

## Nella cultura
Il rapper italiano Fabri Fibra pubblicò il 20 giugno 2025 l'album Mentre Los Angeles brucia.

## Galleria d'immagini

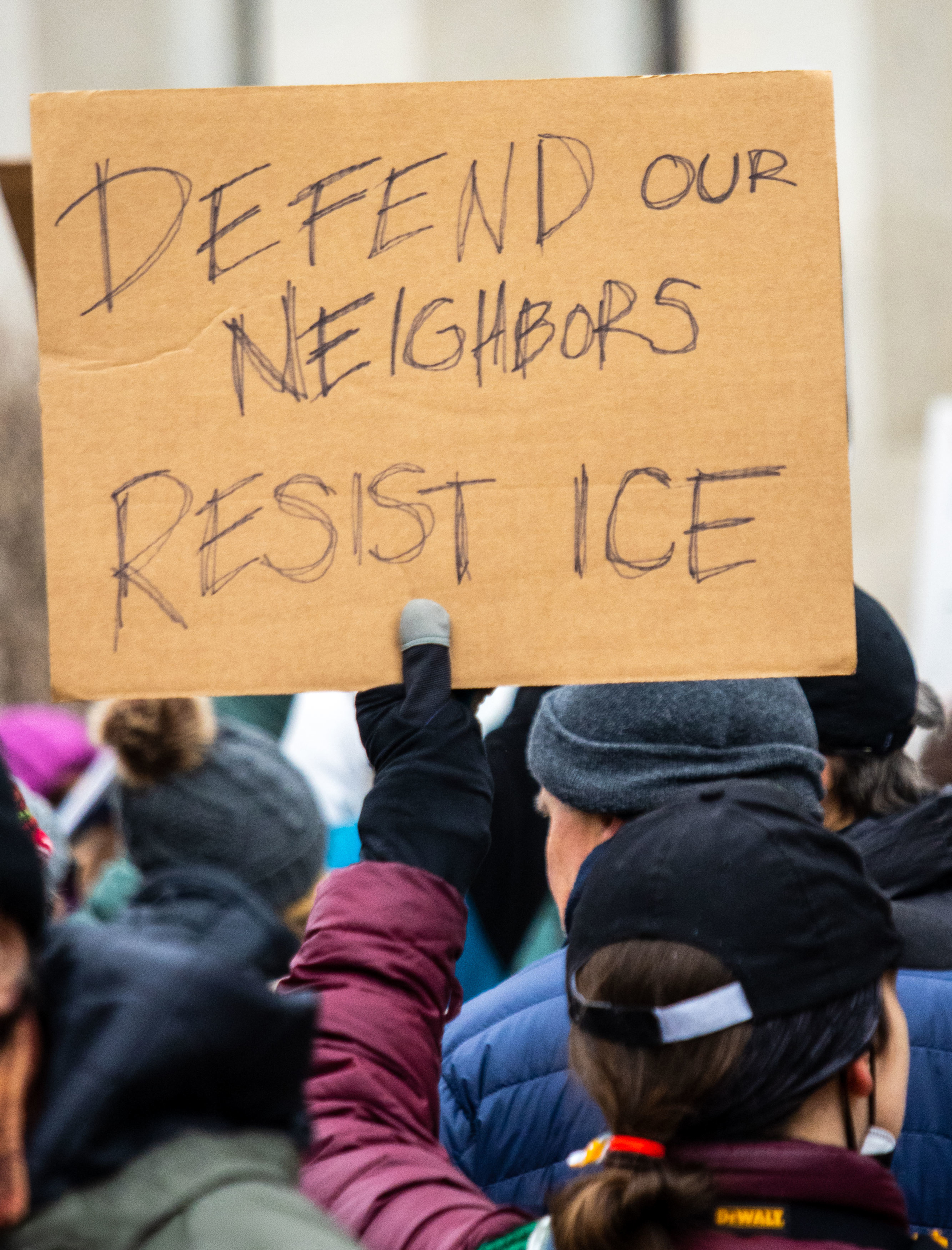
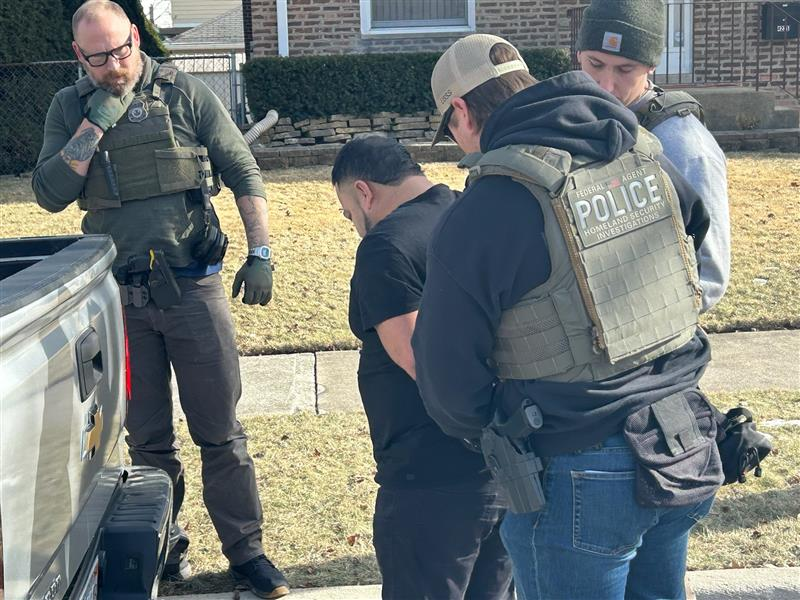
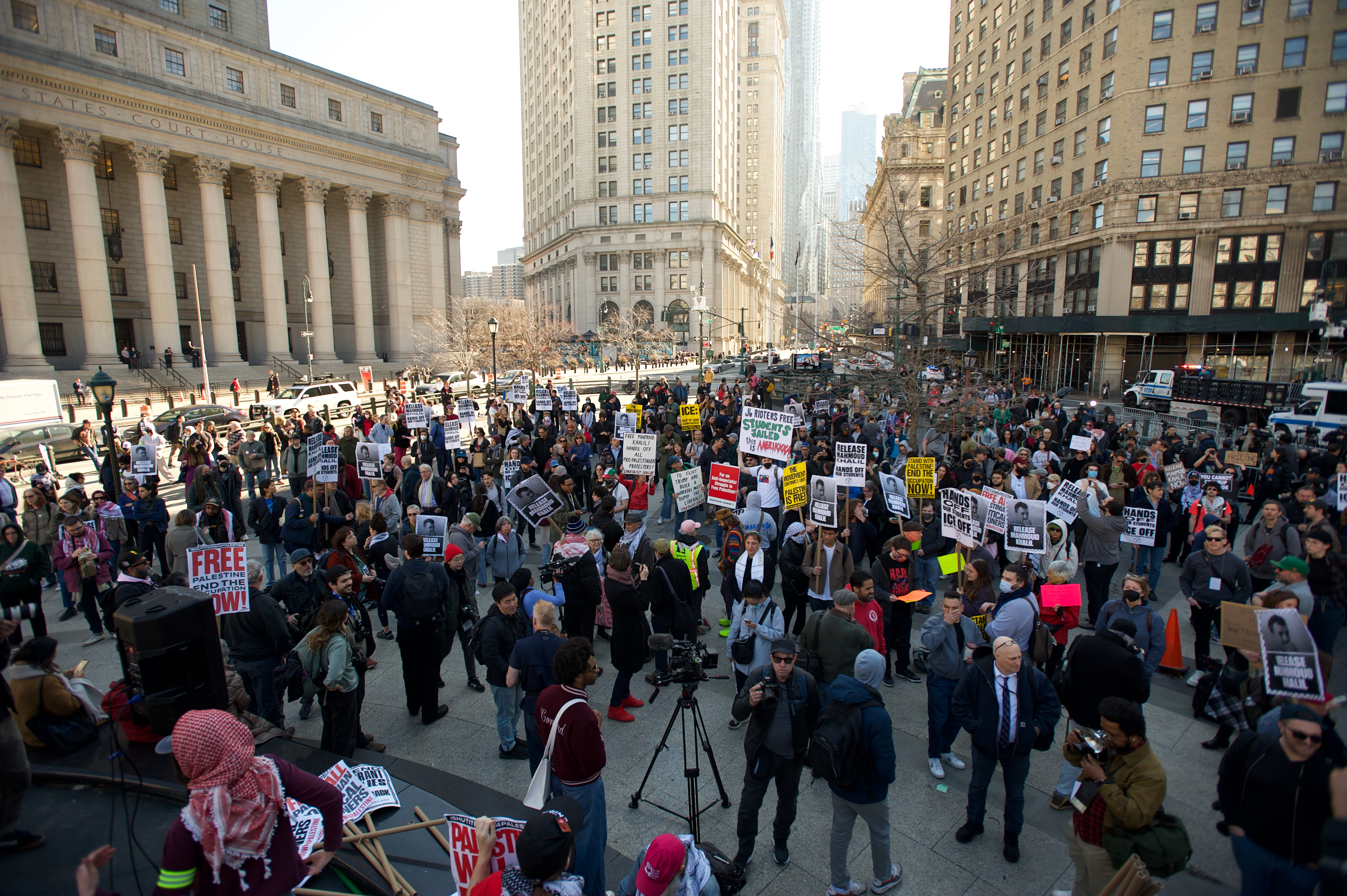
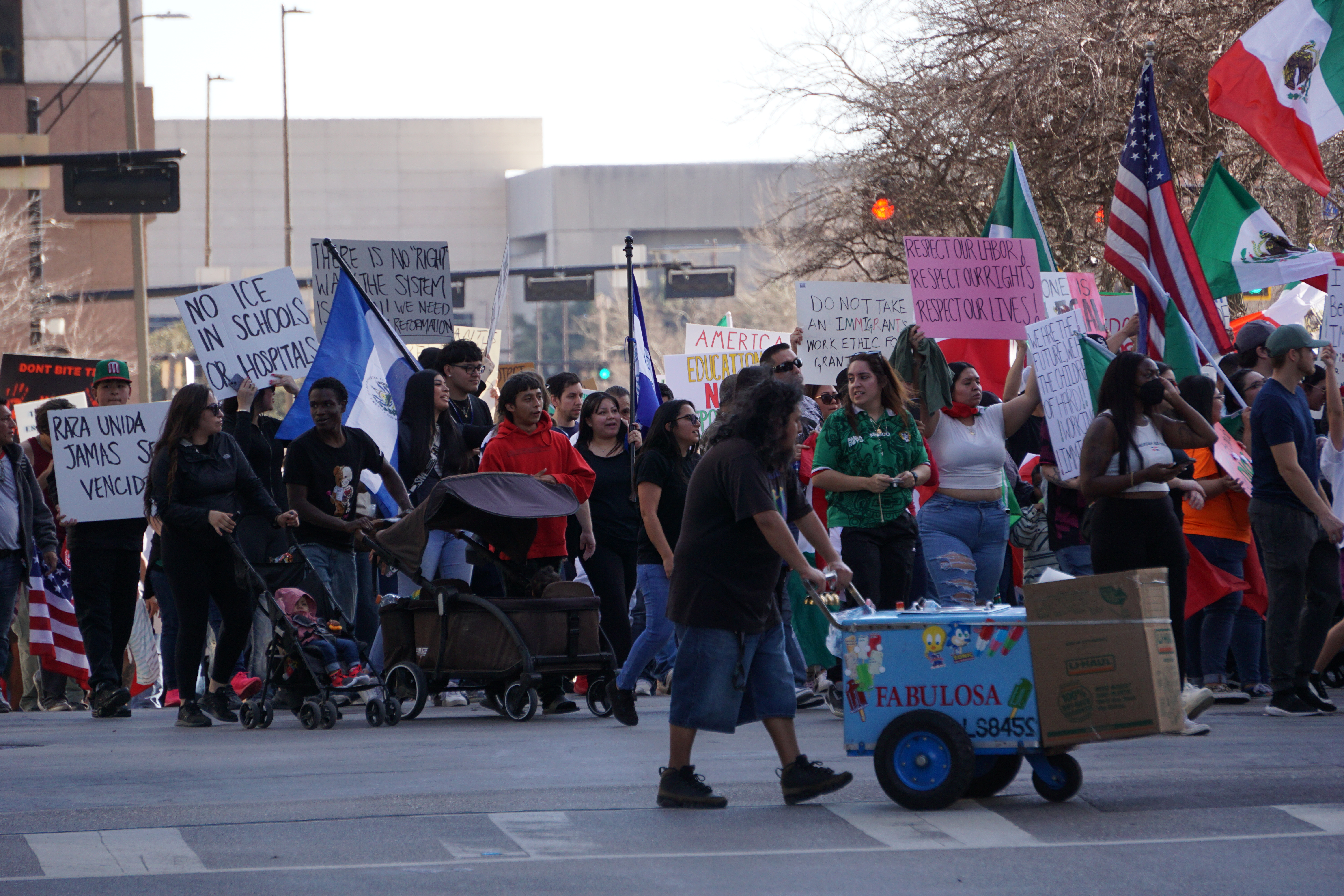
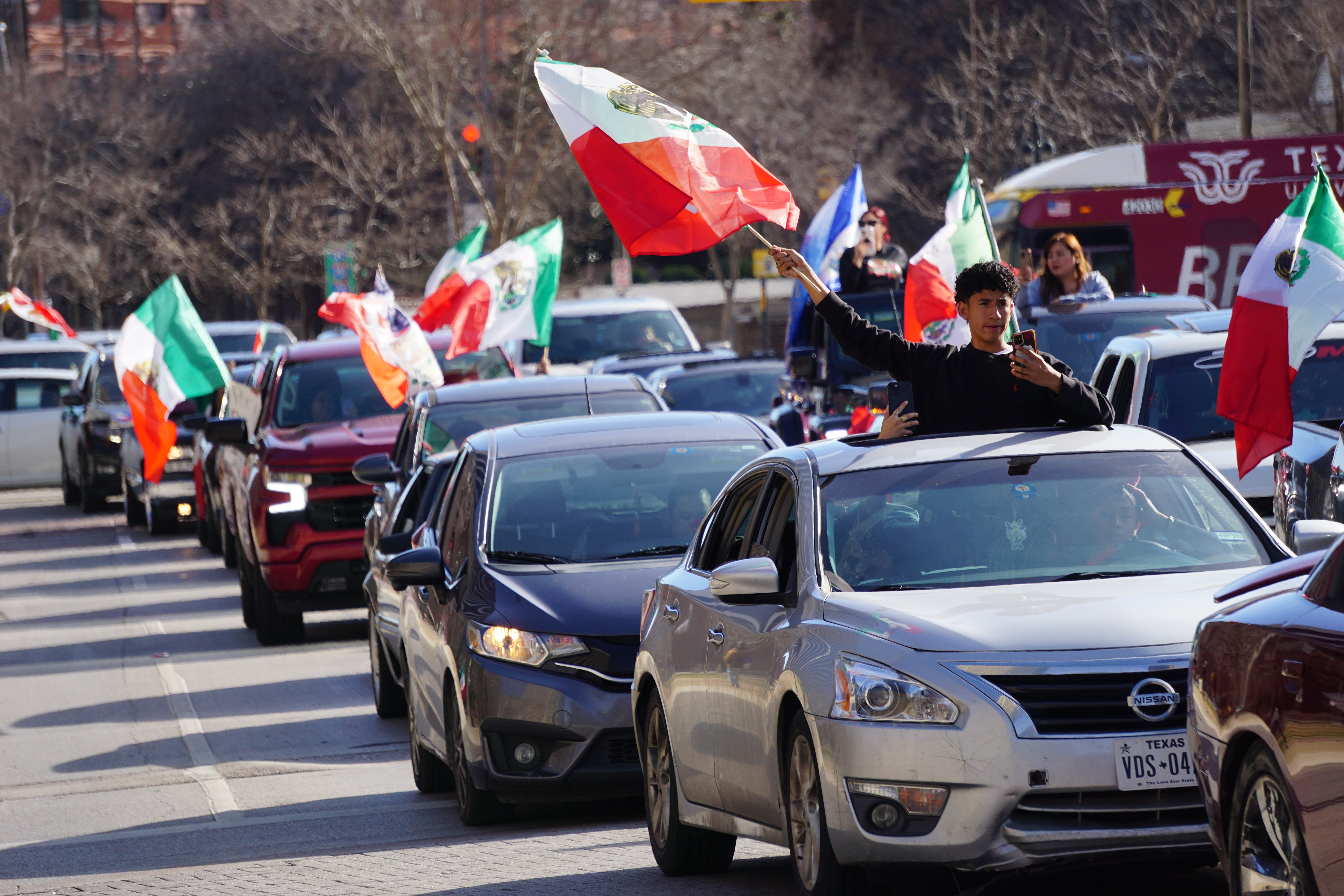
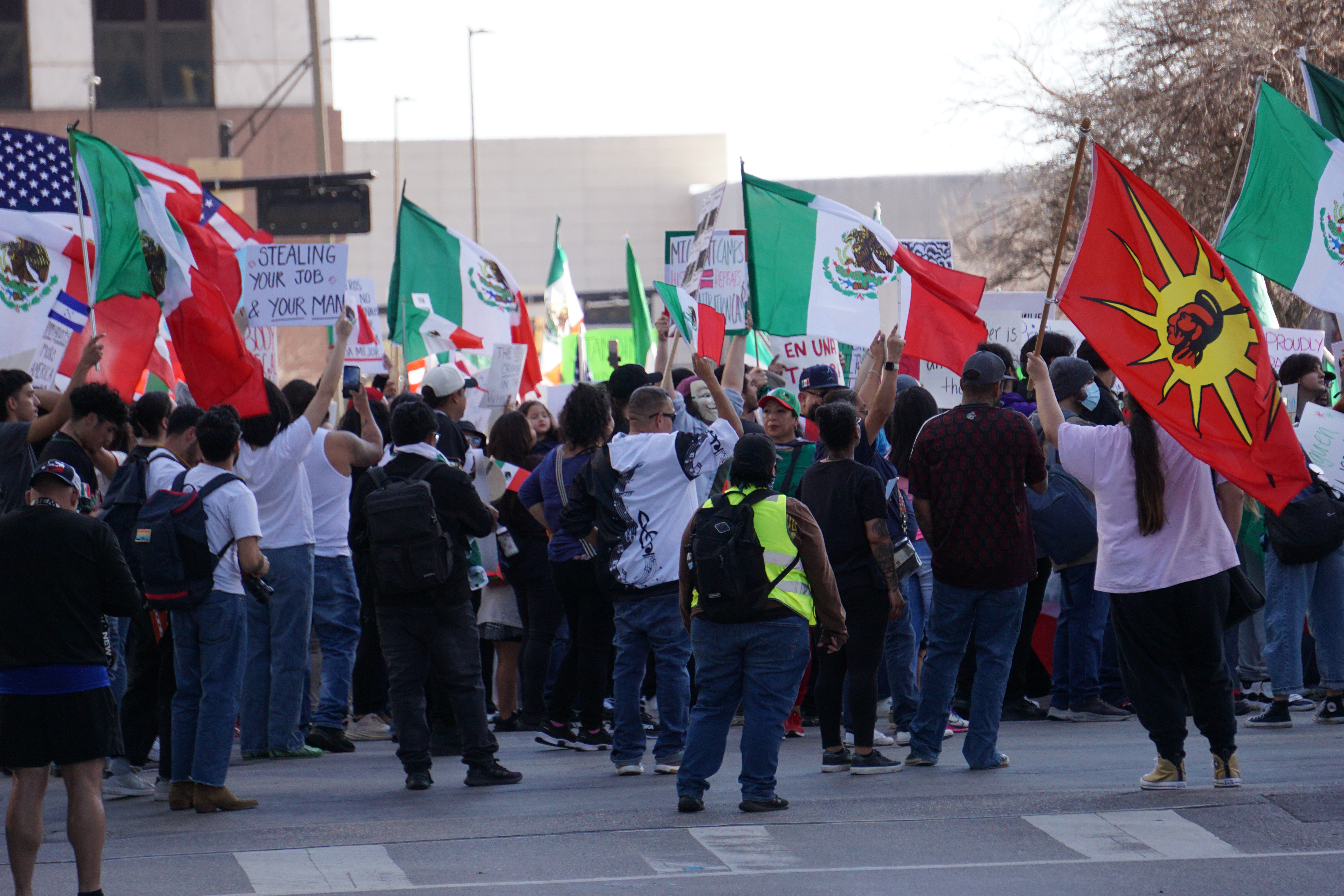
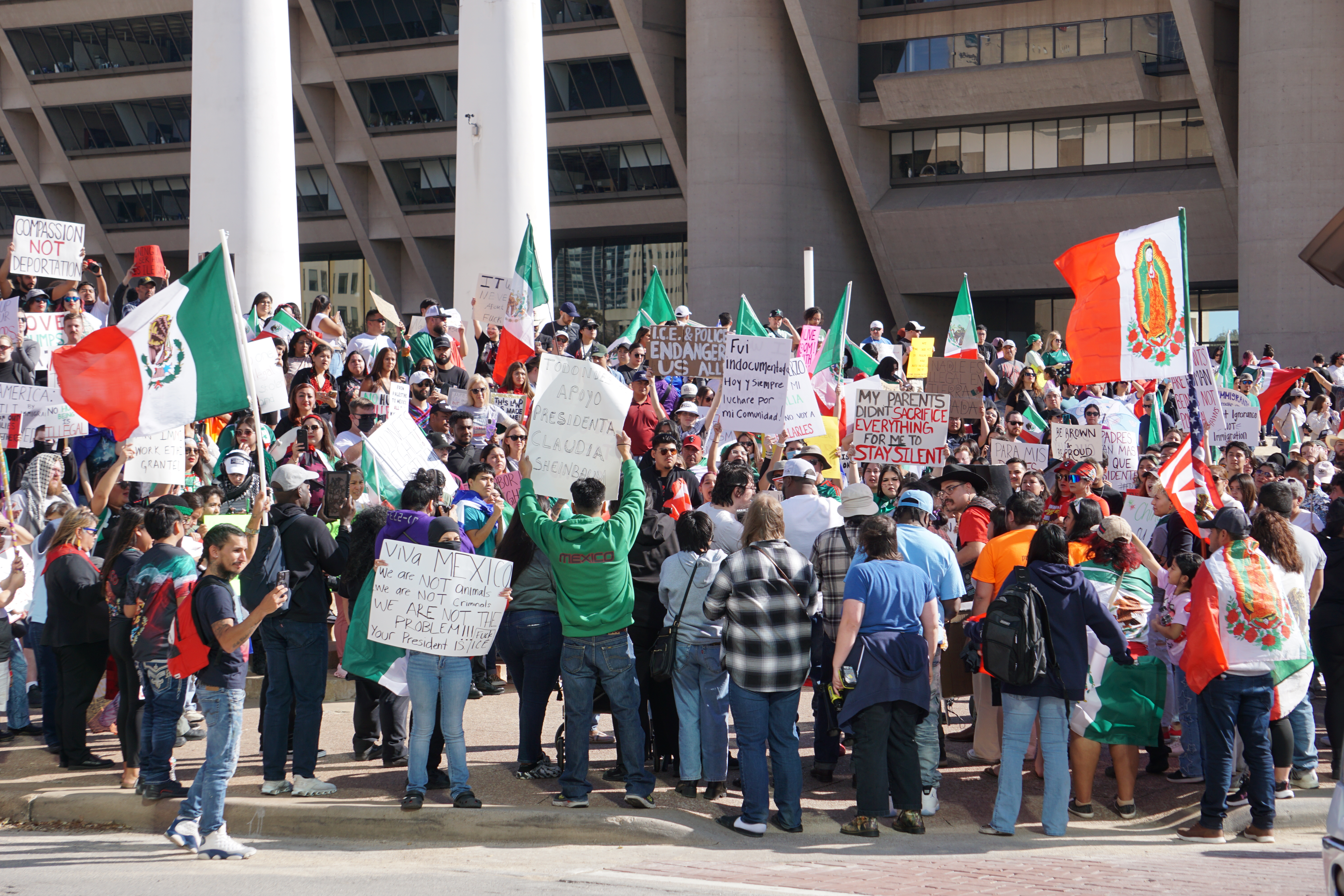
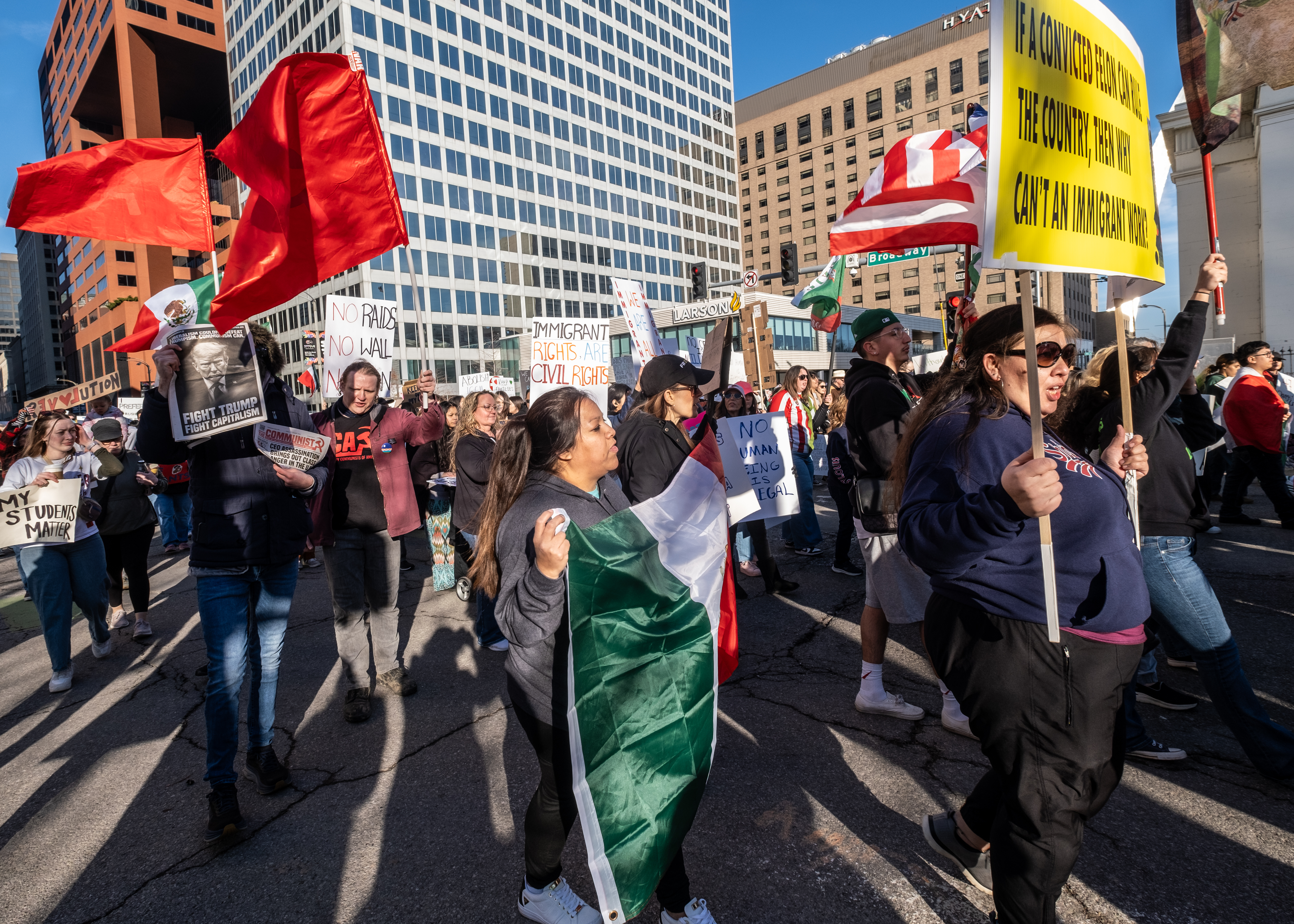
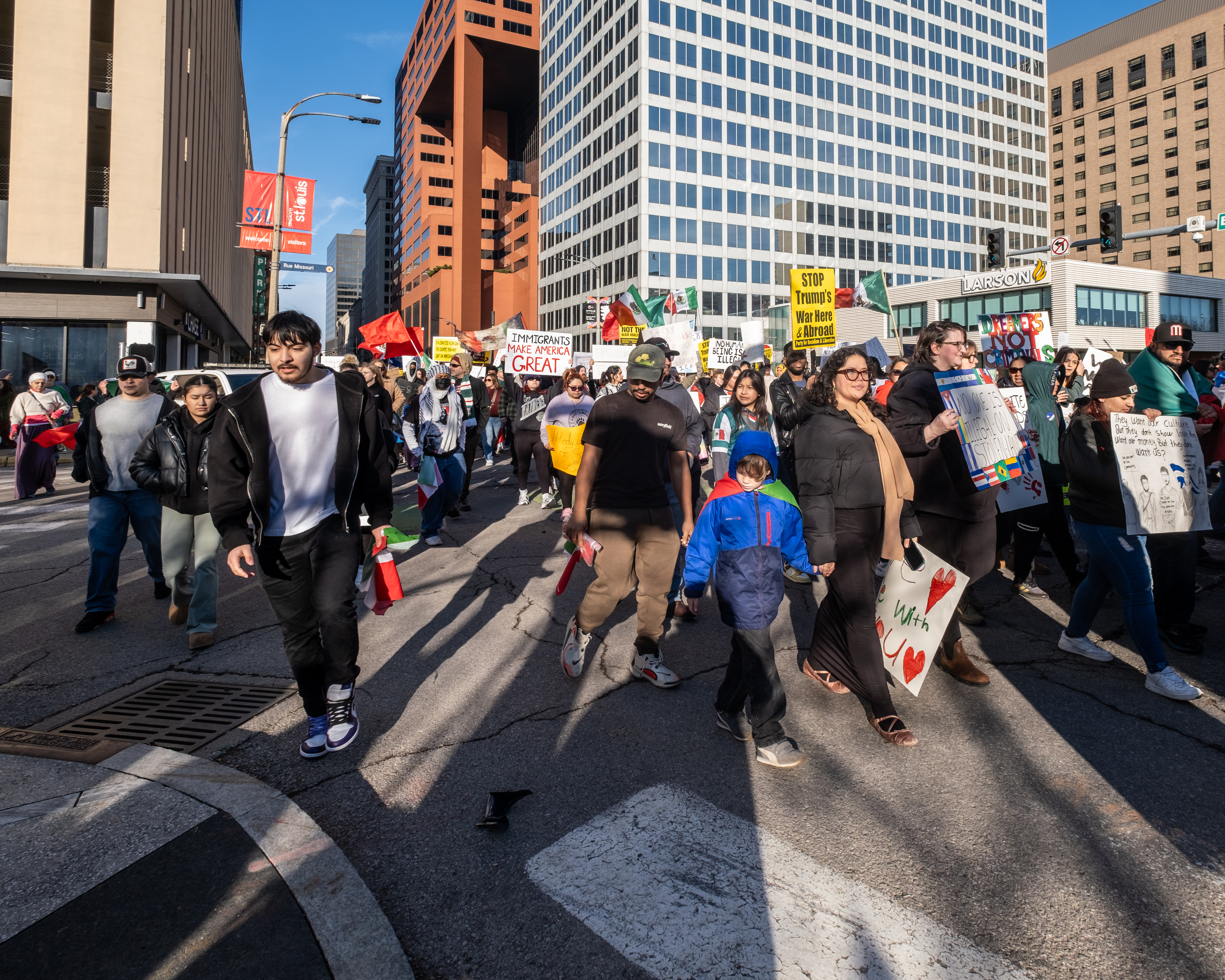
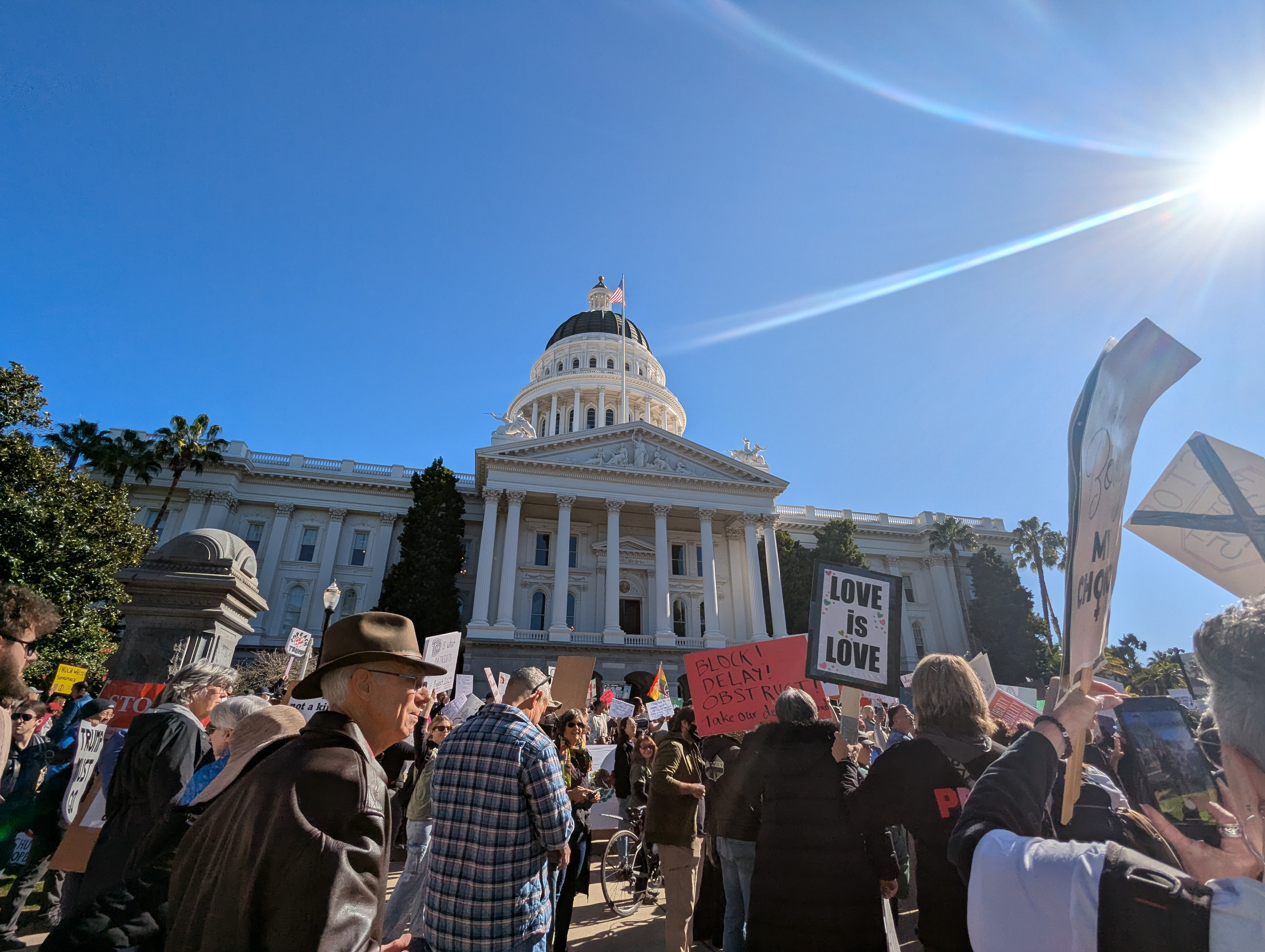
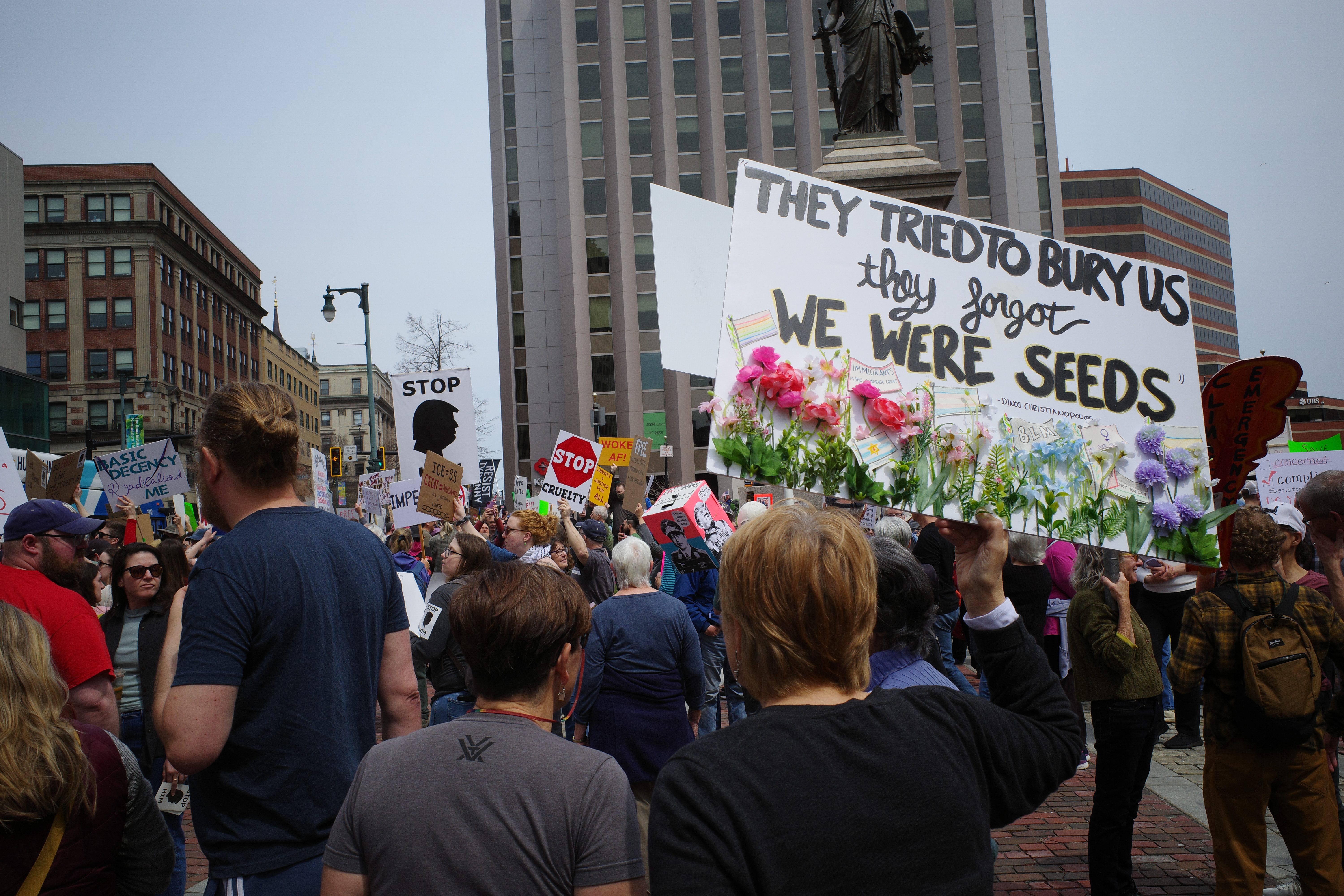
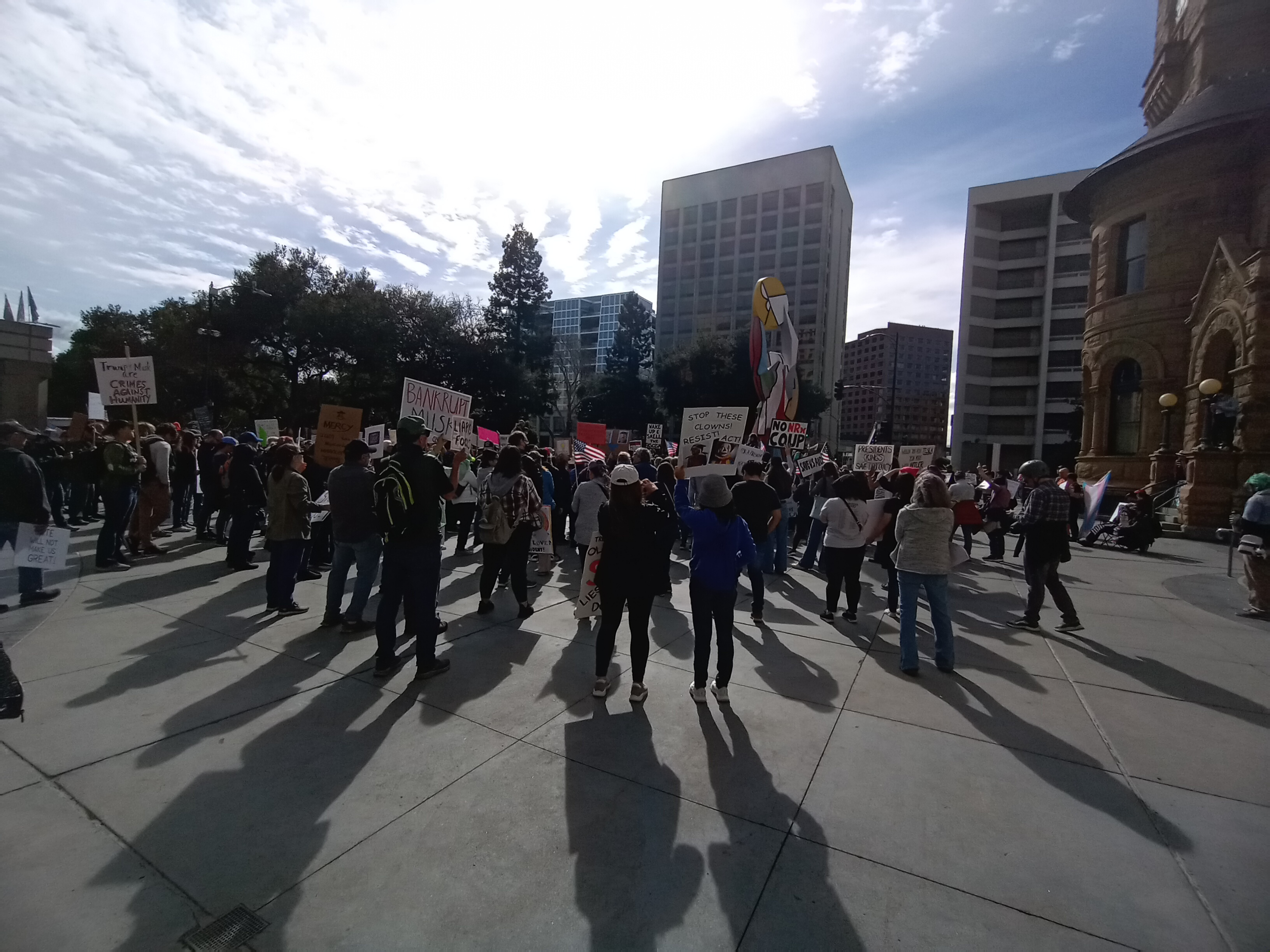
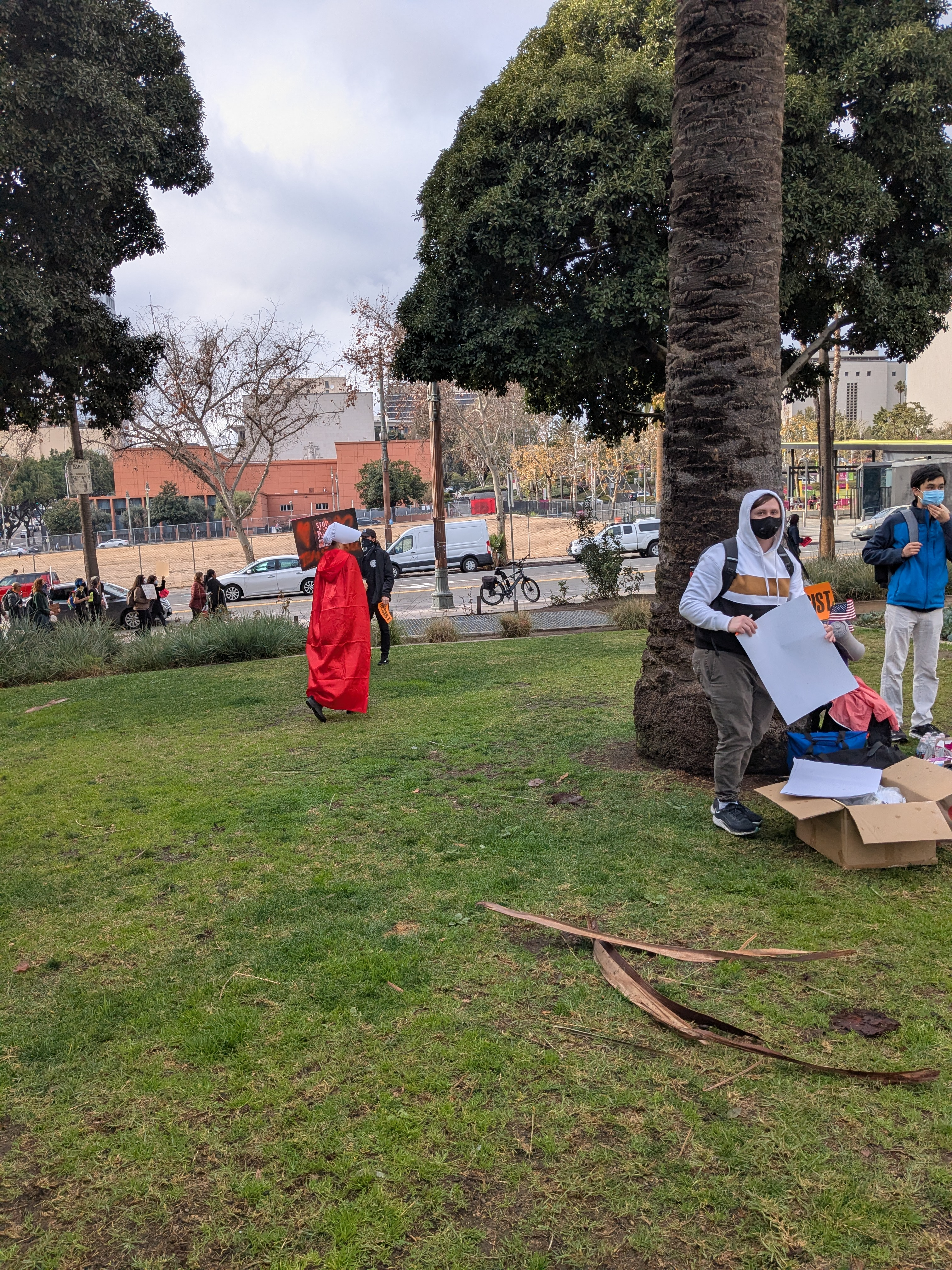
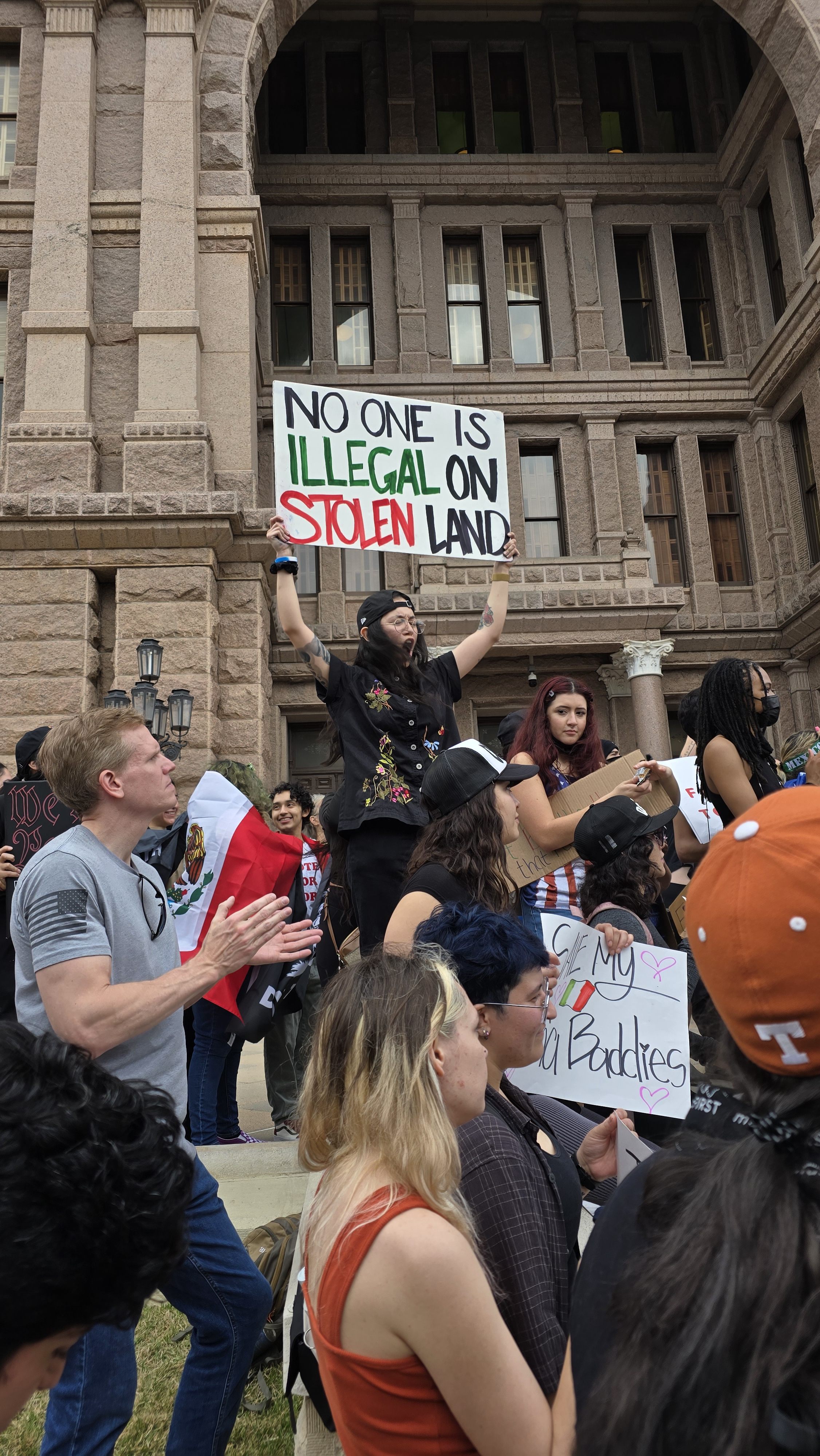
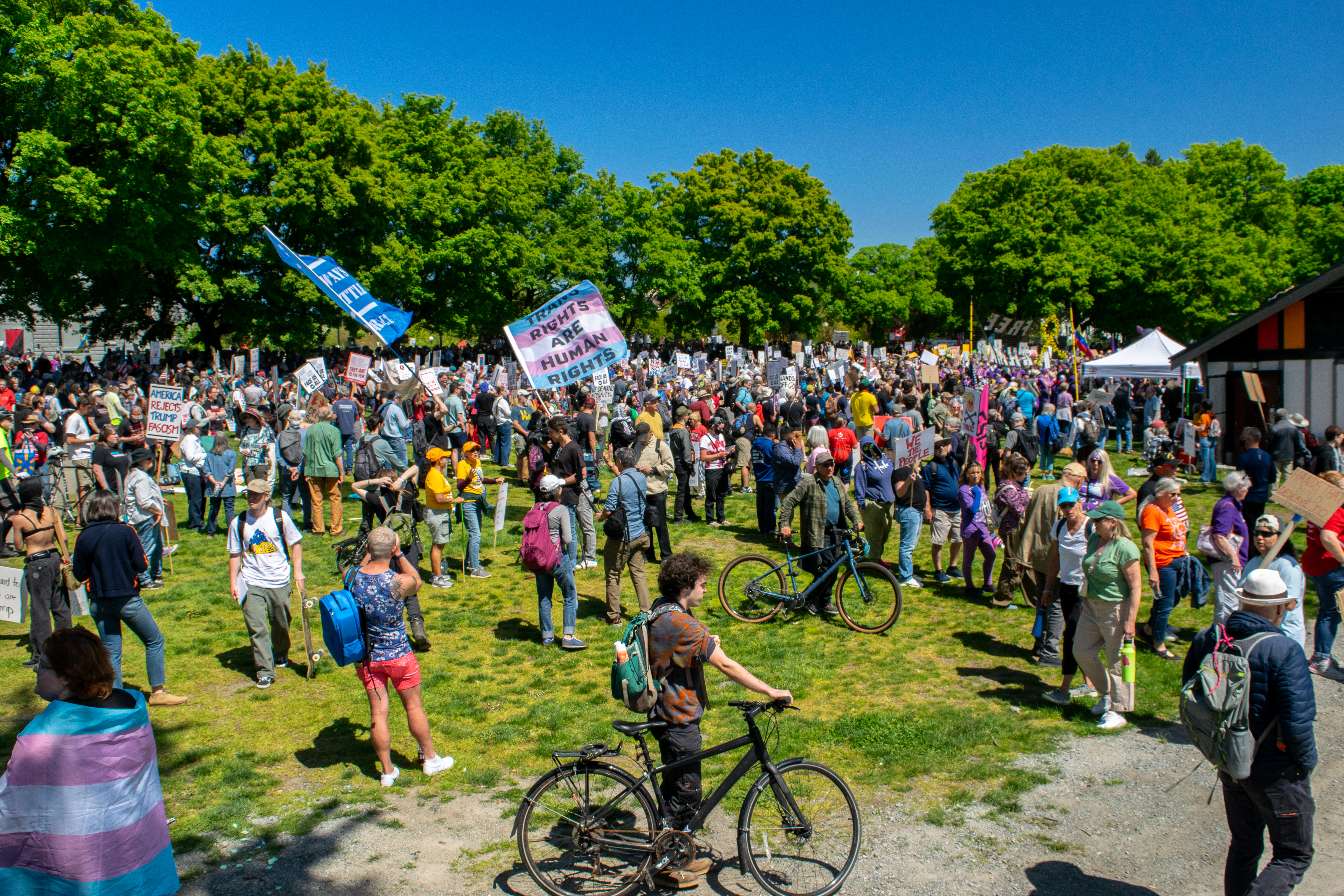
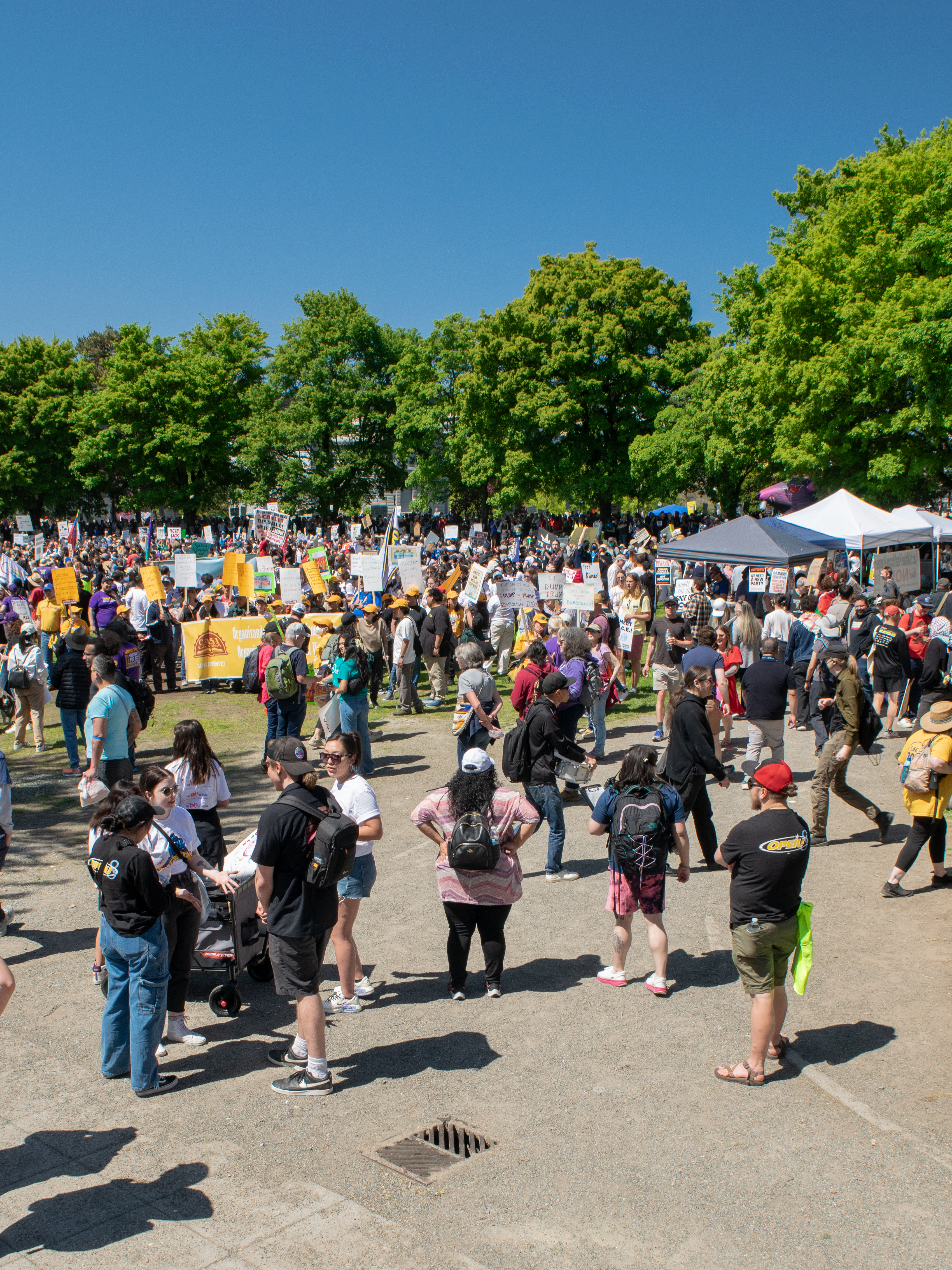